# Pardirallus maculatus
Pardirallus maculatus là một loài chim trong họ Rallidae.